# Bartholomeus de Vleeschhouwer
Bartholomeus van Tienen (Tienen, 1163 - Nazareth, 1250), pas in 17de-eeuwse bronnen ook genoemd Bartholomeus de Vleeschhouwer of Lanio, was een kloosterstichter.

## Levensloop
Over zijn herkomst bestaan geen betrouwbare gegevens. Hij was een bemiddeld poorter uit Tienen. huwde met een zekere Gertrudis, met wie hij zes kinderen kreeg, twee zoons en vier dochters, die alle vier in het klooster traden (waaronder de zalige Beatrijs van Nazareth en de zalige Sibilla van Aywières).
Na de dood van zijn vrouw werd hij kloosterstichter. Op later leeftijd nam hij als convers of lekenbroeder zijn intrek in het klooster van Bloemendal (Florival) in Eerken/Archennes. Voor 1219 begon hij op de linkeroever van de Gete in Oplinter aan de bouw van de abdij van Maagdendaal, op terreinen geschonken door de heer van Wezemaal. In 1235 stichtte Bartholomeus, hij was toen 72 jaar, samen met zijn zoon Wicbert het klooster van Onze-Lieve-Vrouw-van-Nazareth nabij Lier. Hij stierf er in 1250.
Bartholomeus werd zalig verklaard. In 1652 werden zijn relieken overgebracht naar de Sint-Gummaruskerk in Lier. Op het kerkelijk kalender wordt hij gevierd op 24 augustus.